# ウォレス・ハートリー
ウォレス・ヘンリー・ハートリー（Wallace Henry Hartley、1878年6月2日 - 1912年4月15日）は、イギリスのヴァイオリニストである。タイタニックの処女航海でバンドマスターを務め、彼が率いるバンドのメンバーたちと一緒に、タイタニック号沈没事故と運命を共にしたことで名を知られている。

## 来歴
ハートリーは、ランカシャーのコルンで生まれ、後にウェスト・ヨークシャー州のデュースベリーに引っ越した。
学校でヴァイオリンを学んだハートリーは、1909年にキュナード・ラインで職を得て、主に「モーリタニア」にて働いた。
1912年に、ハートリーはキュナード・ラインやホワイト・スター・ラインの客船に音楽家を派遣していた代理店の「C.W. & F.N. Black,」で働くことになった。
その年の4月、ハートリーはホワイト・スター・ラインの新造船「タイタニック」のバンドマスターの仕事を割り当てられた。ハートリーは最初のうち、最近プロポーズしたばかりだった婚約者のマリア・ロビンソン（Maria Robinson）を残していくことを躊躇したが、タイタニック号がもたらしてくれるはずの将来の仕事への可能性を広げようと、この仕事を受諾した。

## バンド
ハートリーのバンドは、彼を含めて8人で構成されていた。
- ウォレス・ハートリー（バンドマスター、ヴァイオリニスト）
- ロジャー・マリー・ブリクー（Roger Marie Bricoux、チェリスト）
- ジョン・フレデリック・プレストン・クラーク（John Frederick Preston Clarke、ベーシスト）
- パーシー・コーネリアス・テイラー（Percy Cornelius Taylor、チェリスト）
- ジョージ・アレクサンドル・クリンズ（Georges Alexandré Krins、ヴィオリスト）
- W・セオドア・ロナルド・ブレイリー（W. Theodore Ronald Brailey、ピアニスト）
- ジョック・ロウ・ヒューム（John Law "Jock" Hume、ヴァイオリニスト）
- ジョン・ウェズリー・ウッドワード（英語版）（John Wesley Woodward、チェリスト）

事故の前までは、バンドは船内の2つの場所に分かれて演奏していた。ハートリーはクインテットのリーダーとなって、ティータイムやディナー後のコンサート、そして日曜礼拝のときに演奏した。ロジャー・ブリクー、ジョージ・クリンズ、セオドア・ブレイリーの3人は、トリオを組んでレストランやカフェで演奏していた。

## タイタニック号の事故
タイタニック号が氷山に衝突して沈み始めた後、ハートリーと彼のバンドは、乗客たちが落ち着いて救命艇に誘導されるようにと、ラグタイムの曲目を演奏した。多数の生存者の証言によると、彼らは最後の最後まで演奏を続けていたという。
ハートリーもバンドのメンバーも生き残ることはできなかったが、彼らの名は後世に残ることとなった。最期に彼らが演奏した曲は不明であるが、『主よ御許に近づかん』（Nearer, my God, to Thee）だったと一般に思われている。但し、ウォルター・ロードは彼の著書『タイタニック号の最期』で、タイタニック号の無線技師だったハロルド・ブライドが、そのとき『秋』という曲を聞いたという記録を明らかにしている。
ハートリーの遺体は、事故の約2週間後にマッケイ・ベネットによって引き上げられ、身元が確認された。彼の遺体はホワイト・スター・ラインの汽船「アラビック」（Arabic）でイギリスに運ばれた。葬儀には1,000人が出席し、40,000人の人々が彼の葬列を見送ったという。
彼は故郷に葬られ、モニュメントの土台にはヴァイオリンが彫刻された。

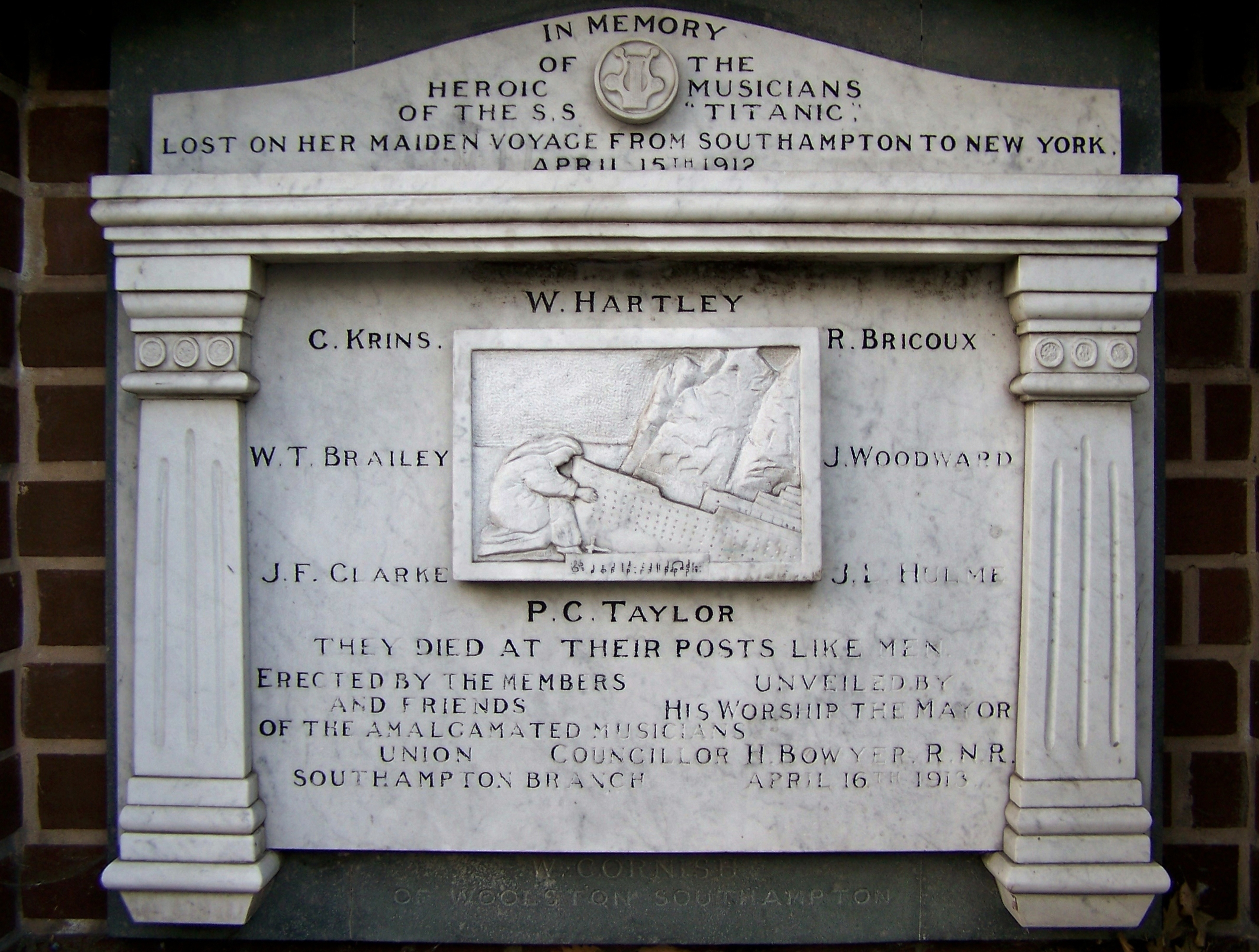

遺体が引き上げられた際に身体に結びついた状態で発見されたヴァイオリンは、2013年に現存している事が判明した。1910年に婚約者のマリアから贈られたもので、ヴァイオリンには「ウォレスへ、婚約を記念して マリアより」と刻まれた銀製の飾り板が取り付けられている。このヴァイオリンは競売にかけられ、タイタニック号にゆかりのある品としては最高額の90万ポンド（約1億4200万円）で落札された。

## ハートリーを演じた人物
- Charles Belchier:『SOSタイタニック』(1958年)
- ジョナサン・エヴァンス＝ジョーンズ：『タイタニック』（1997年）
- 浜畑賢吉：『タイタニック (ミュージカル)日本版』（2006年、2009年）
- 矢崎広：『タイタニック (ミュージカル)日本版』（2015年）

## 関連作品
- 『旅の終わりの音楽』